# Saint-Gilles, Manche
Saint-Gilles är en kommun i departementet Manche i regionen Normandie i norra Frankrike. Kommunen ligger i kantonen Marigny som tillhör arrondissementet Saint-Lô. År 2022 hade Saint-Gilles 987 invånare.

## Befolkningsutveckling
Antalet invånare i kommunen Saint-Gilles
| Referens: INSEE |